# 포르 엘라 소이 에바
《포르 엘라 소이 에바》(스페인어: Por ella soy Eva)은 2012년 방영된 멕시코의 텔레노벨라이다.